# Uwe Zimmermann (Mathematiker)
Uwe Zimmermann (* 28. März 1947 in Hamburg) ist ein deutscher Mathematiker mit dem Spezialgebiet Optimierung (in Publikationen auch: Uwe T. Zimmermann).

## Ausbildung und Beruf
Nach dem Abitur 1966 am Bonner Ernst-Moritz-Arndt-Gymnasium studierte Uwe Zimmermann von 1968 bis 1974 an der Universität zu Köln Mathematik und Physik und schloss sein Studium 1974 mit einer Diplomarbeit bei Roland Bulirsch ab. 1976 promovierte er bei Rainer Burkard an der Universität zu Köln mit einer Arbeit zur  kombinatorischen Optimierung. Von 1974 bis 1984 war Uwe Zimmermann Assistent am Mathematischen Institut der Universität Köln, wo er sich 1980 habilitierte. Von 1984 bis 1986 nahm er eine Professur an der Universität Kaiserslautern wahr, von April bis Oktober 1986 war Zimmermann Professor an der Universität Trier. Von 1986 bis 2015 war Uwe Zimmermann Inhaber eines Lehrstuhls für Optimierung an der Technischen Universität Braunschweig. Sein Arbeitsgebiet umfasste die kombinatorische Optimierung mit ihren Anwendungen, insbesondere im Transport- und Logistikbereich.
Zimmermann ist verwitwet und hat zwei Kinder.

## Schriften (Auswahl)
- Linear and Combinatorial Optimization in Ordered Algebraic Structures. Annals of Discrete Mathematics Band 10. North Holland, Amsterdam 1981, ISBN 0-444-86153-X.
- mit Rainer Burkard, Raymond A. Cuninghame-Green (Hrsg.): Algebraic and Combinatorial Methods in Operations Research. Annals of Discrete Mathematics Band 19. North Holland, Amsterdam 1984, ISBN 0-444-87571-9.
- (Hrsg.): Discrete Optimization. In: Sonderausgabe Mathematical Methods of Operations Research. Vol. 43 No. 2. ISSN 1432-2994. Springer, Heidelberg 1996.
- (mit anderen, Hrsg.): Proceedings of the Symposium of OR 96. Springer, Heidelberg 1997, ISBN 3-540-62630-1.
- mit Rainer Burkard: Einführung in die Mathematische Optimierung. Springer Verlag, Berlin-Heidelberg 2012, ISBN 978-3-642-28672-8. (E-Book: ISBN 978-3-642-28673-5).